# Pożądanie w cieniu wiązów
Pożądanie w cieniu wiązów (ang. Desire under the Elms) – amerykański film z 1958 roku w reżyserii Delberta Manna.

## Nagrody i nominacje
| Nazwa nagrody | Wygrane            | Nominacje                                                  |
| Złota Palma   | 1958 bez rezultatu | 1958 Udział w konkursie głównym Delbert Mann               |
| Oscar         | 1959 bez rezultatu | 1959 Najlepsze zdjęcia - filmy czarno-białe Daniel L. Fapp |